# Marcilly-la-Campagne
Pour les articles homonymes, voir Marcilly.

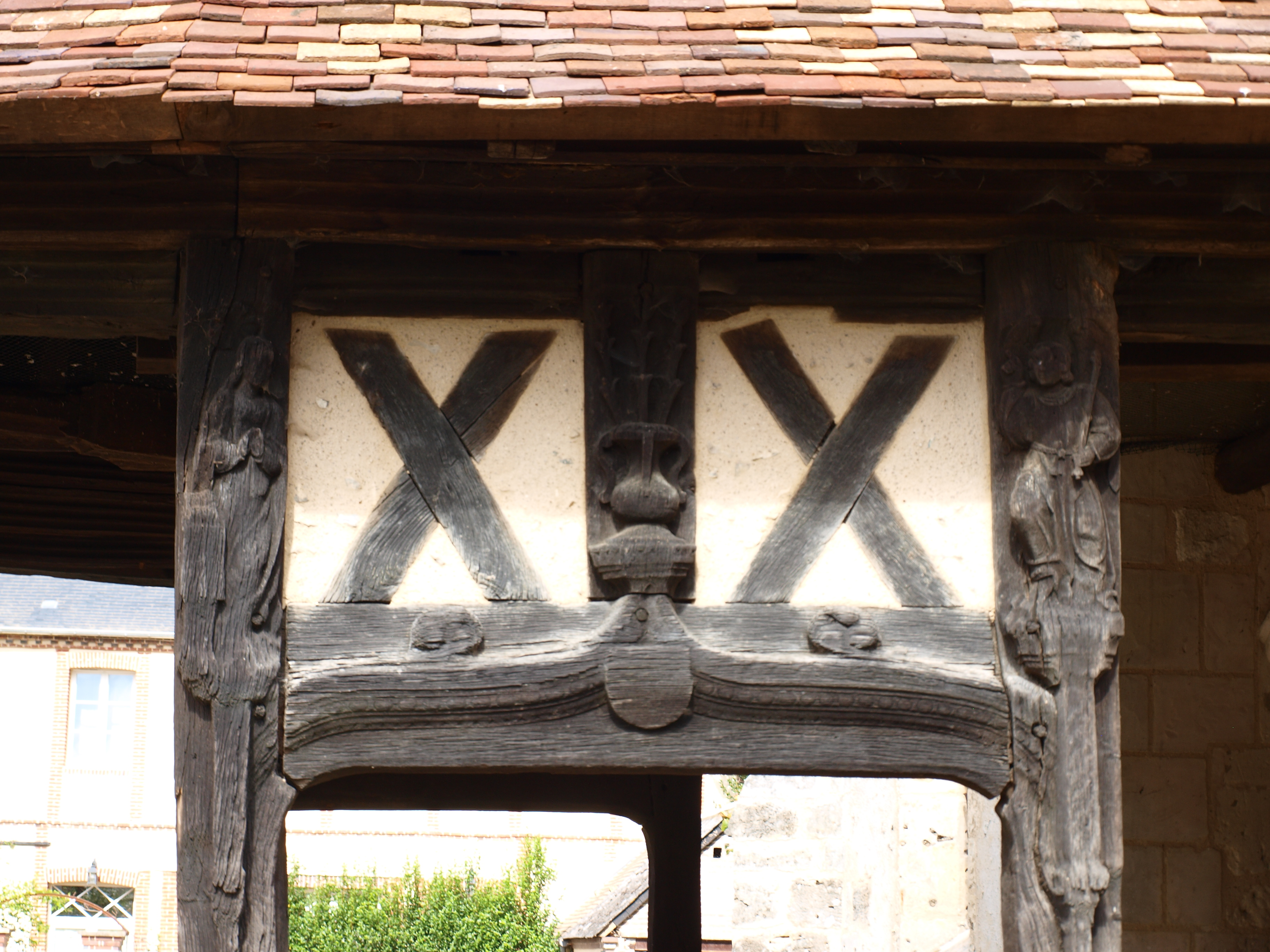
Colombage à Marcilly la campagne

Marcilly-la-Campagne est une commune française située dans le département de l'Eure, en région Normandie.
Ses habitants sont appelés les Marcicampois.

## Géographie

### Localisation
| Moisville         | Moisville, Coudres                 | Coudres                    |
| Buis-sur-Damville | Marcilly-la-Campagne               | Illiers-l'Évêque           |
| Droisy            | Droisy, La Madeleine-de-Nonancourt | La Madeleine-de-Nonancourt |

### Hydrographie
La commune est située dans le bassin Seine-Normandie. Elle est drainée par le fossé Rouge, le fossé 01 des Fontaines, le fossé 01 du Bois du Perron, le fossé 01 du Bois Goubert, le fossé 01 du Souchet et le Ruet,,.

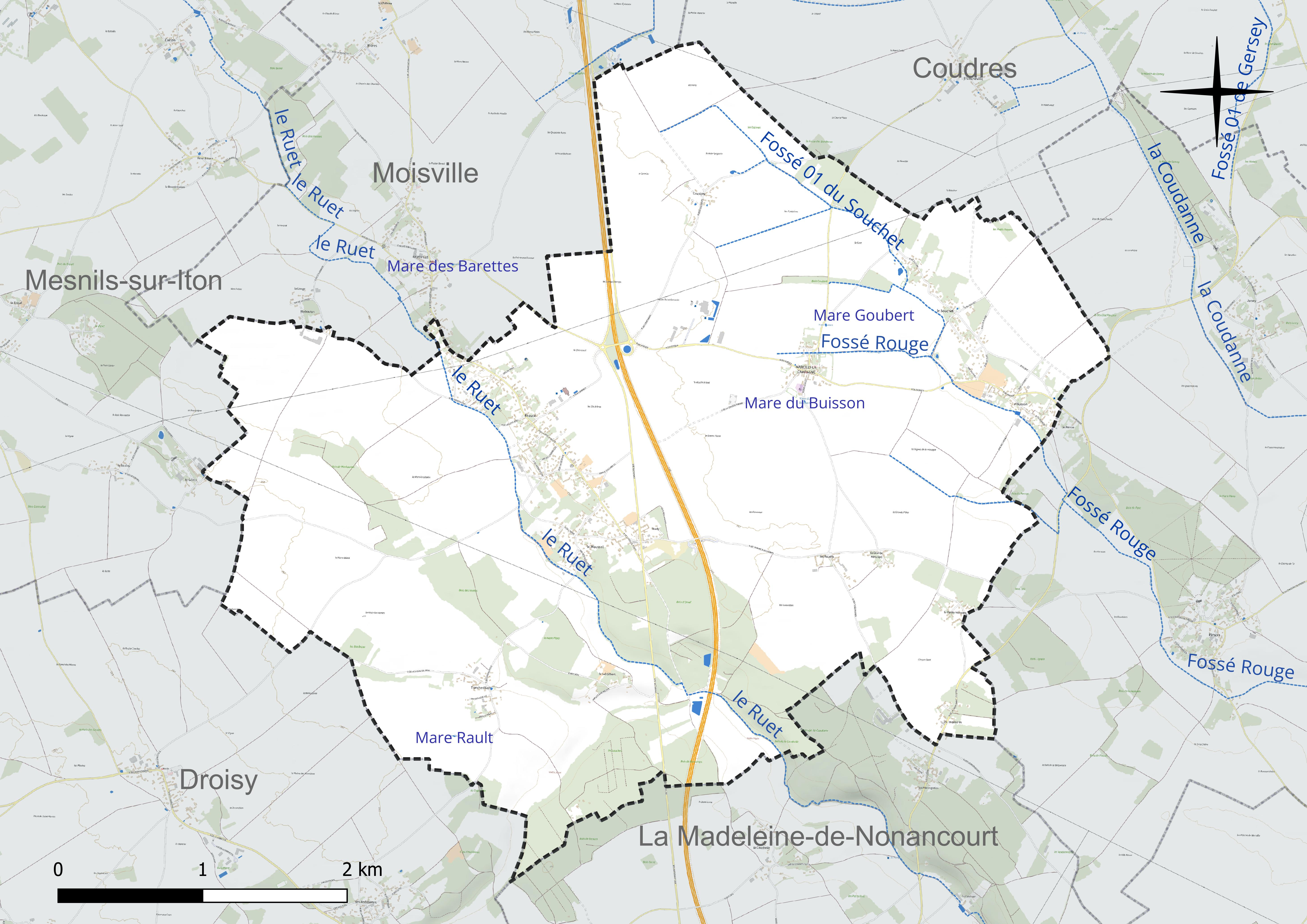
Réseau hydrographique de Marcilly-la-Campagne.

Trois plans d'eau complètent le réseau hydrographique : la mare du Buisson (0 ha), la mare Goubert (0 ha) et la mare Rault (0 ha),.

### Climat
Pour des articles plus généraux, voir Climat de la Normandie et Climat de l'Eure.
En 2010, le climat de la commune est de type climat océanique dégradé des plaines du Centre et du Nord, selon une étude du CNRS s'appuyant sur une série de données couvrant la période 1971-2000. En 2020, Météo-France publie une typologie des climats de la France métropolitaine dans laquelle la commune est exposée à un climat océanique et est dans la région climatique  Sud-ouest du bassin Parisien, caractérisée par une faible pluviométrie, notamment au printemps (120 à 150 mm) et un hiver froid (3,5 °C). Parallèlement le GIEC normand, un groupe régional d’experts sur le climat, différencie quant à lui, dans une étude de 2020, trois grands types de climats pour la région Normandie, nuancés à une échelle plus fine par les facteurs géographiques locaux. La commune est, selon ce zonage, exposée à un « climat des plateaux abrités », correspondant aux plaines agricoles de l’Eure, avec une pluviométrie beaucoup plus faible que dans la plaine de Caen en raison du double effet d’abri provoqué par les collines du Bocage normand et par celles qui s’étendent sur un axe du Pays d'Auge au Perche.
Pour la période 1971-2000, la température annuelle moyenne est de 10,4 °C, avec  une amplitude thermique annuelle de 14,2 °C. Le cumul annuel moyen de précipitations est de 646 mm, avec 10,8 jours de précipitations en janvier et 8 jours en juillet. Pour la période 1991-2020, la température moyenne annuelle observée sur la station météorologique la plus proche, située sur la commune de Laons à 15 km à vol d'oiseau, est de 11,1 °C et le cumul annuel moyen de précipitations est de 561,4 mm,. Pour l'avenir, les paramètres climatiques de la commune estimés pour 2050 selon différents scénarios d’émission de gaz à effet de serre sont consultables sur un site dédié publié par Météo-France en novembre 2022.

## Urbanisme

### Typologie
Au 1er janvier 2024, Marcilly-la-Campagne est catégorisée commune rurale à habitat dispersé, selon la nouvelle grille communale de densité à 7 niveaux définie par l'Insee en 2022.
Elle est située hors unité urbaine et hors attraction des villes,.

### Occupation des sols
L'occupation des sols de la commune, telle qu'elle ressort de la base de données européenne d’occupation biophysique des sols Corine Land Cover (CLC), est marquée par l'importance des territoires agricoles (83,4 % en 2018), une proportion sensiblement équivalente à celle de 1990 (83,6 %). La répartition détaillée en 2018 est la suivante : 
terres arables (78,3 %), forêts (12,5 %), zones agricoles hétérogènes (5,1 %), zones urbanisées (4,2 %). L'évolution de l’occupation des sols de la commune et de ses infrastructures peut être observée sur les différentes représentations cartographiques du territoire : la carte de Cassini (XVIIIe siècle), la carte d'état-major (1820-1866) et les cartes ou photos aériennes de l'IGN pour la période actuelle (1950 à aujourd'hui).

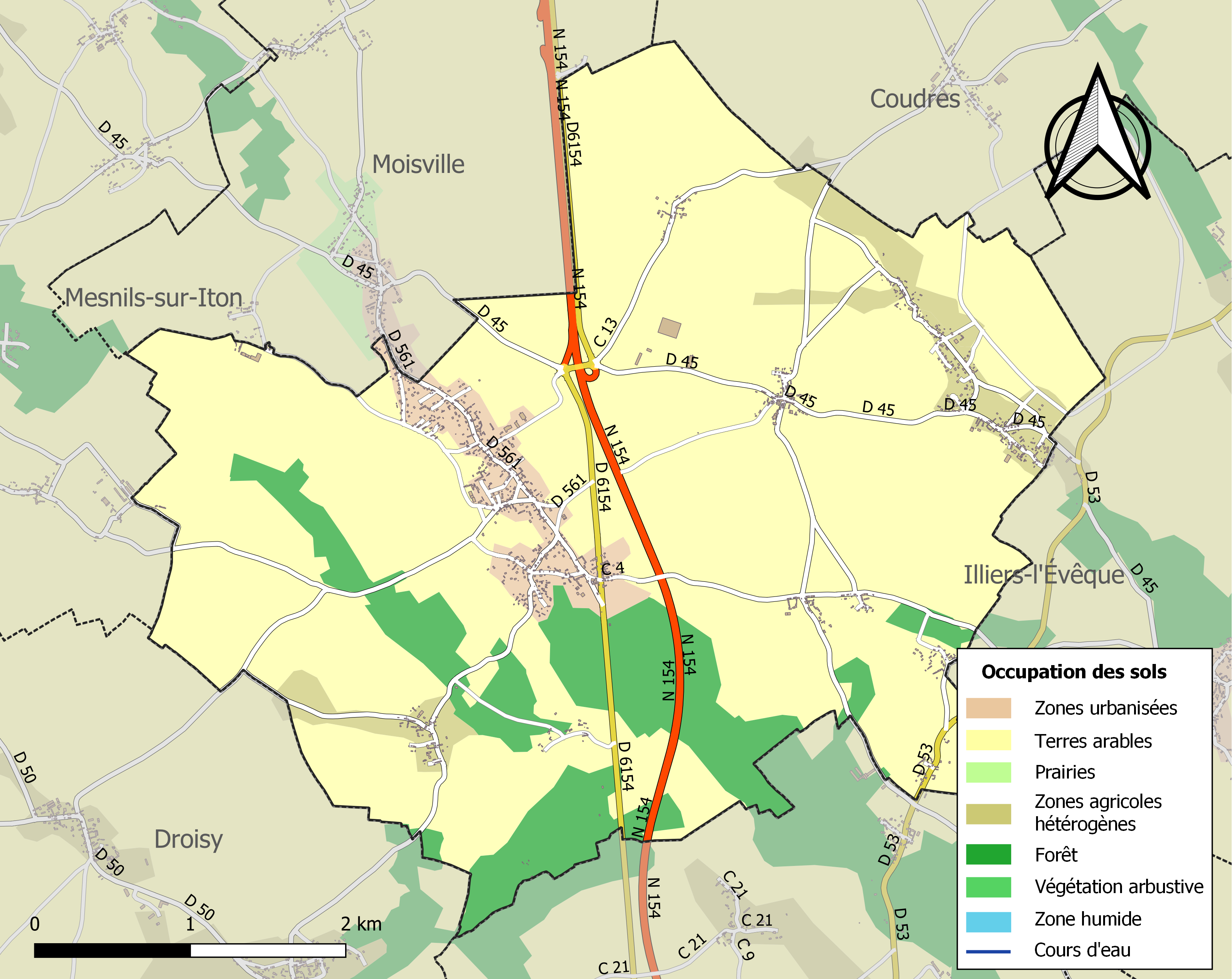
Carte des infrastructures et de l'occupation des sols de la commune en 2018 (CLC).

## Toponymie
Marcilly-la-Campagne est attestée sous la forme Marcilleum (cartulaire de Saint-Père de Chartres) et Marcilleium en 1107 ; Marcelliacum en 1194 (Roger de Hoveden) ; Marcilleyum en 1213 (grand cart. de Saint-Taurin) ; Massille en 1280 (cartulaire de Saint-Wandrille) ; Marcilleyium et Marssilleyum en 1286 ; Marsileyum in Campania et Massiliacum in Campania en 1294 (cart. du chap. d’Évreux) ; Marcilly la Champaigne en 1469 ; Marcilly-la-Campagne en 1801.
Le déterminant complémentaire Campagne est issu du normano-picard correspondant à l’ancien français champagne, champaigne, « vaste étendue de pays plat ».

## Histoire
Un aérodrome allemand enherbé a été exploité au cours de la Seconde Guerre mondiale.

## Politique et administration
| Période                                  | Période  | Identité           | Étiquette | Qualité              |
| ---------------------------------------- | -------- | ------------------ | --------- | -------------------- |
| mars 2001                                | En cours | Jean-Paul Hérouard | DVD       | Agriculteur retraité |
| Les données manquantes sont à compléter. |          |                    |           |                      |

## Démographie
L'évolution du nombre d'habitants est connue à travers les recensements de la population effectués dans la commune depuis 1793. Pour les communes de moins de 10 000 habitants, une enquête de recensement portant sur toute la population est réalisée tous les cinq ans, les populations de référence des années intermédiaires étant quant à elles estimées par interpolation ou extrapolation. Pour la commune, le premier recensement exhaustif entrant dans le cadre du nouveau dispositif a été réalisé en 2004.

En 2022, la commune comptait 1 117 habitants, en évolution de −5,42 % par rapport à 2016 (Eure : −0,25 %, France hors Mayotte : +2,11 %).
| 1793  | 1800  | 1806  | 1821  | 1831  | 1836  | 1841  | 1846  | 1851  |
| ----- | ----- | ----- | ----- | ----- | ----- | ----- | ----- | ----- |
| 1 073 | 1 238 | 1 136 | 1 130 | 1 174 | 1 106 | 1 038 | 1 003 | 1 028 |

| 1856 | 1861 | 1866 | 1872 | 1876 | 1881 | 1886 | 1891 | 1896 |
| ---- | ---- | ---- | ---- | ---- | ---- | ---- | ---- | ---- |
| 969  | 915  | 885  | 778  | 742  | 738  | 731  | 696  | 671  |

| 1901 | 1906 | 1911 | 1921 | 1926 | 1931 | 1936 | 1946 | 1954 |
| ---- | ---- | ---- | ---- | ---- | ---- | ---- | ---- | ---- |
| 603  | 608  | 601  | 531  | 619  | 588  | 523  | 602  | 523  |

| 1962 | 1968 | 1975 | 1982 | 1990 | 1999 | 2004 | 2006 | 2009  |
| ---- | ---- | ---- | ---- | ---- | ---- | ---- | ---- | ----- |
| 492  | 455  | 408  | 475  | 672  | 705  | 845  | 871  | 1 002 |

| 2014  | 2019  | 2022  | - | - | - | - | - | - |
| ----- | ----- | ----- | - | - | - | - | - | - |
| 1 143 | 1 121 | 1 117 | - | - | - | - | - | - |

## Lieux et monuments
- Église Saint-Germain, classée aux monuments historiques depuis le 22 septembre 1927[30].

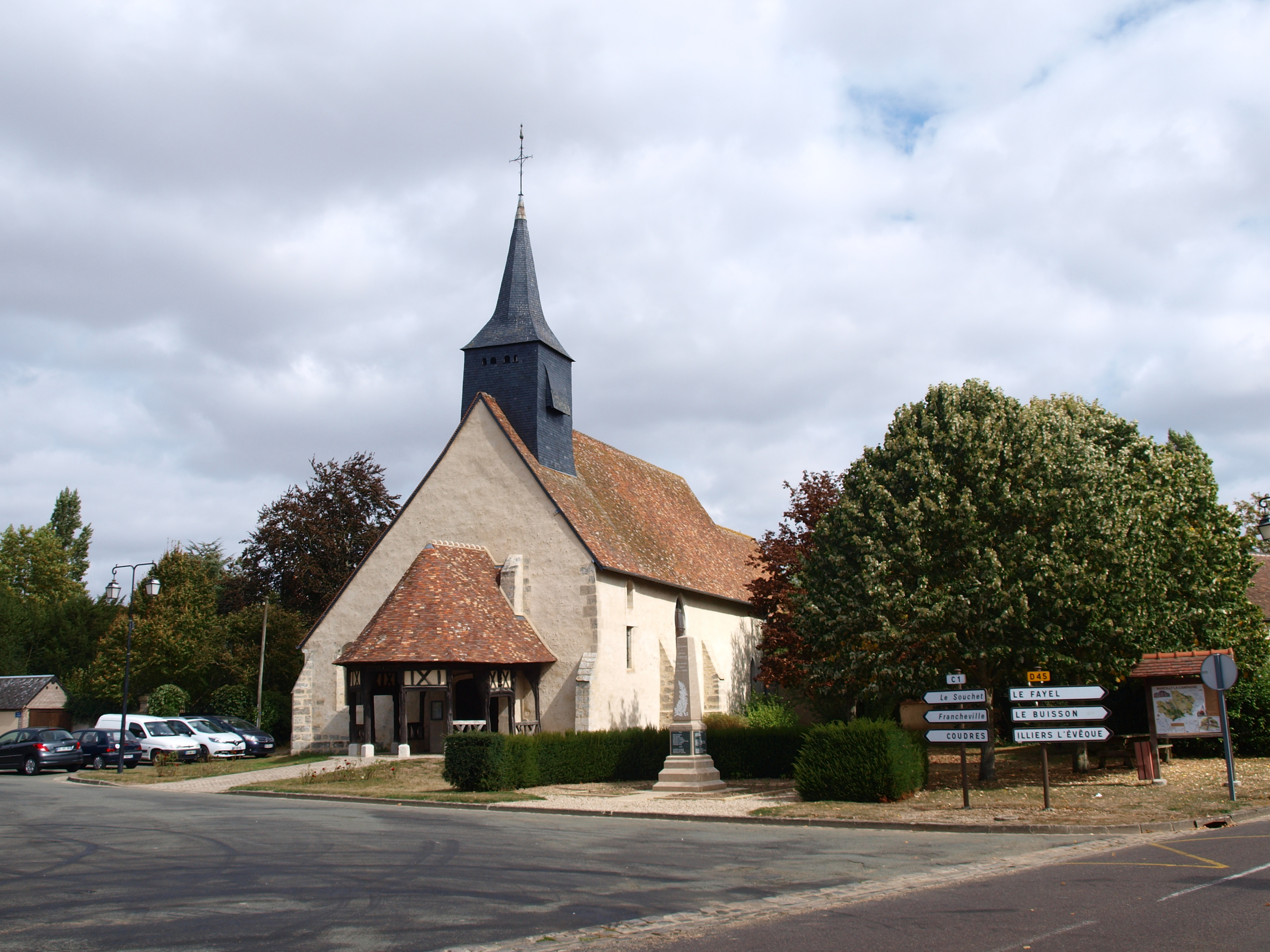
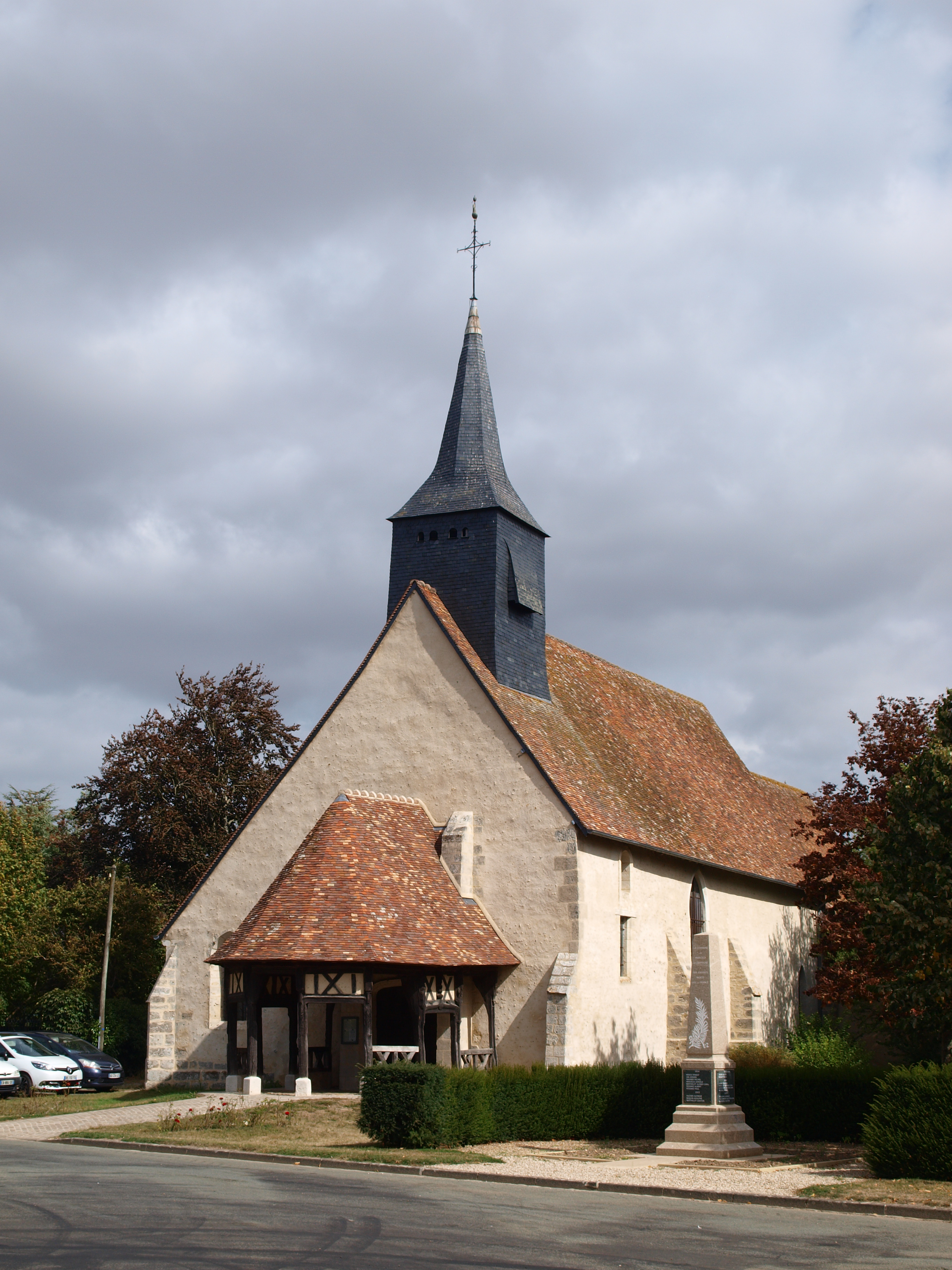
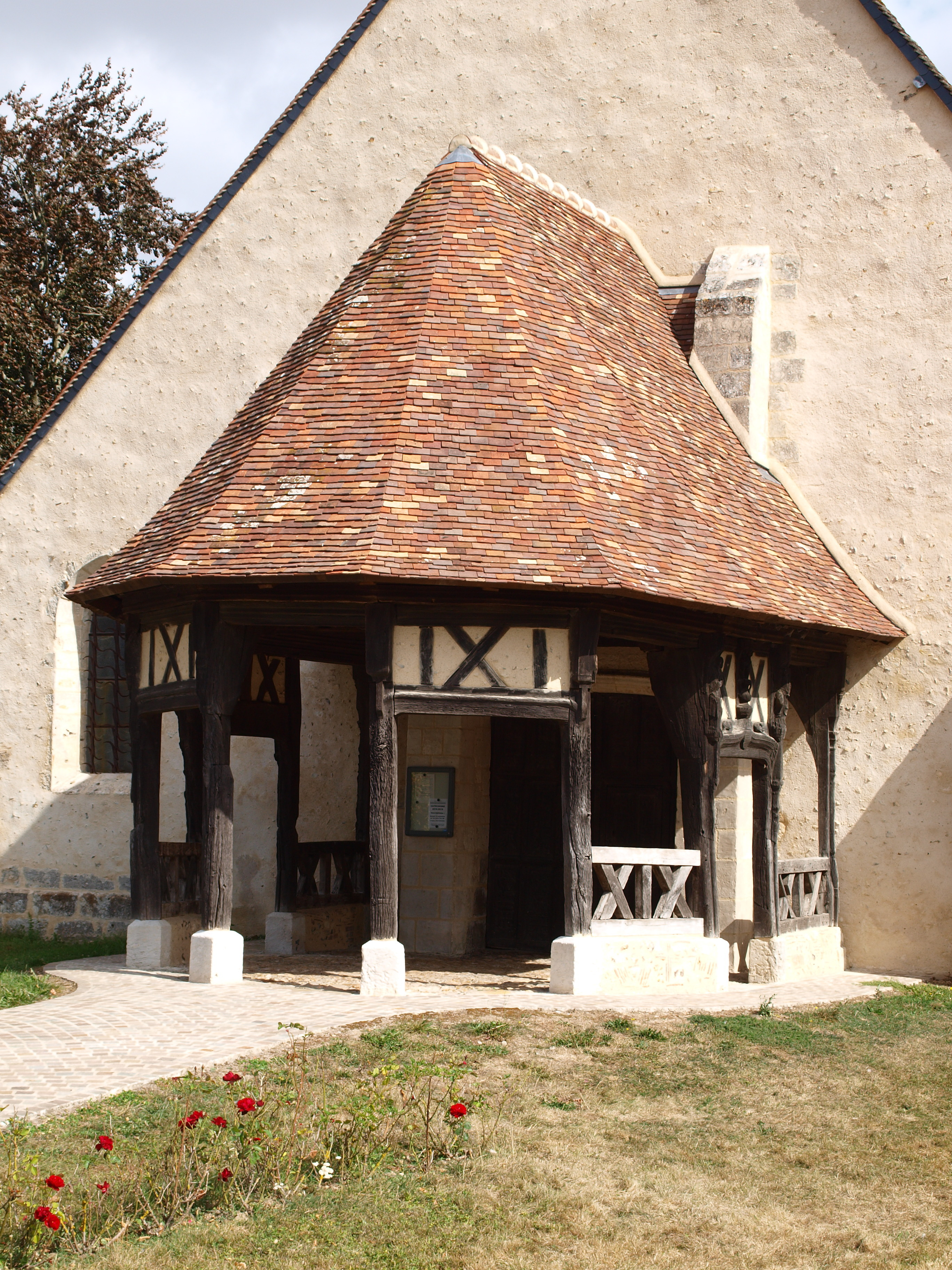
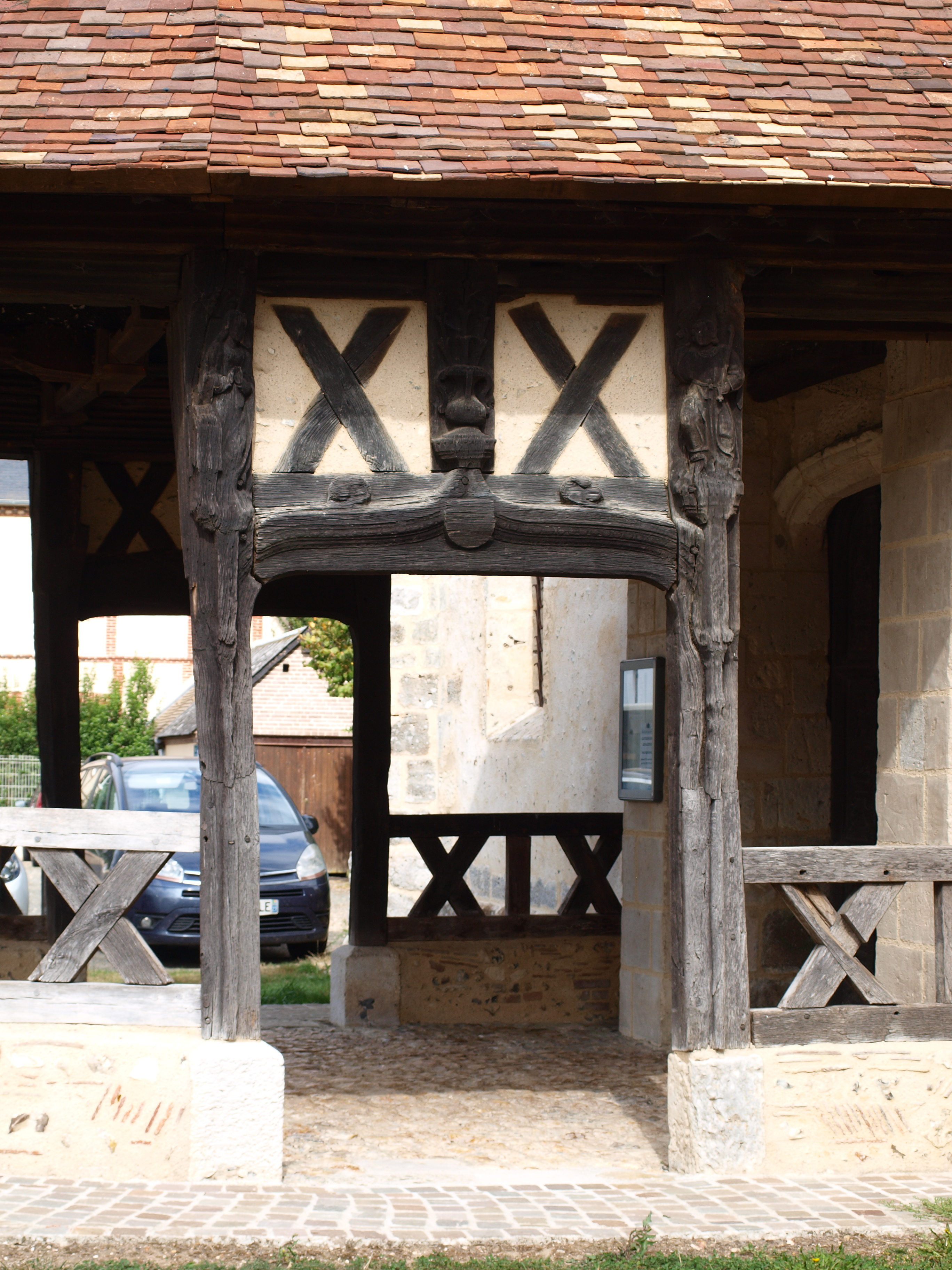
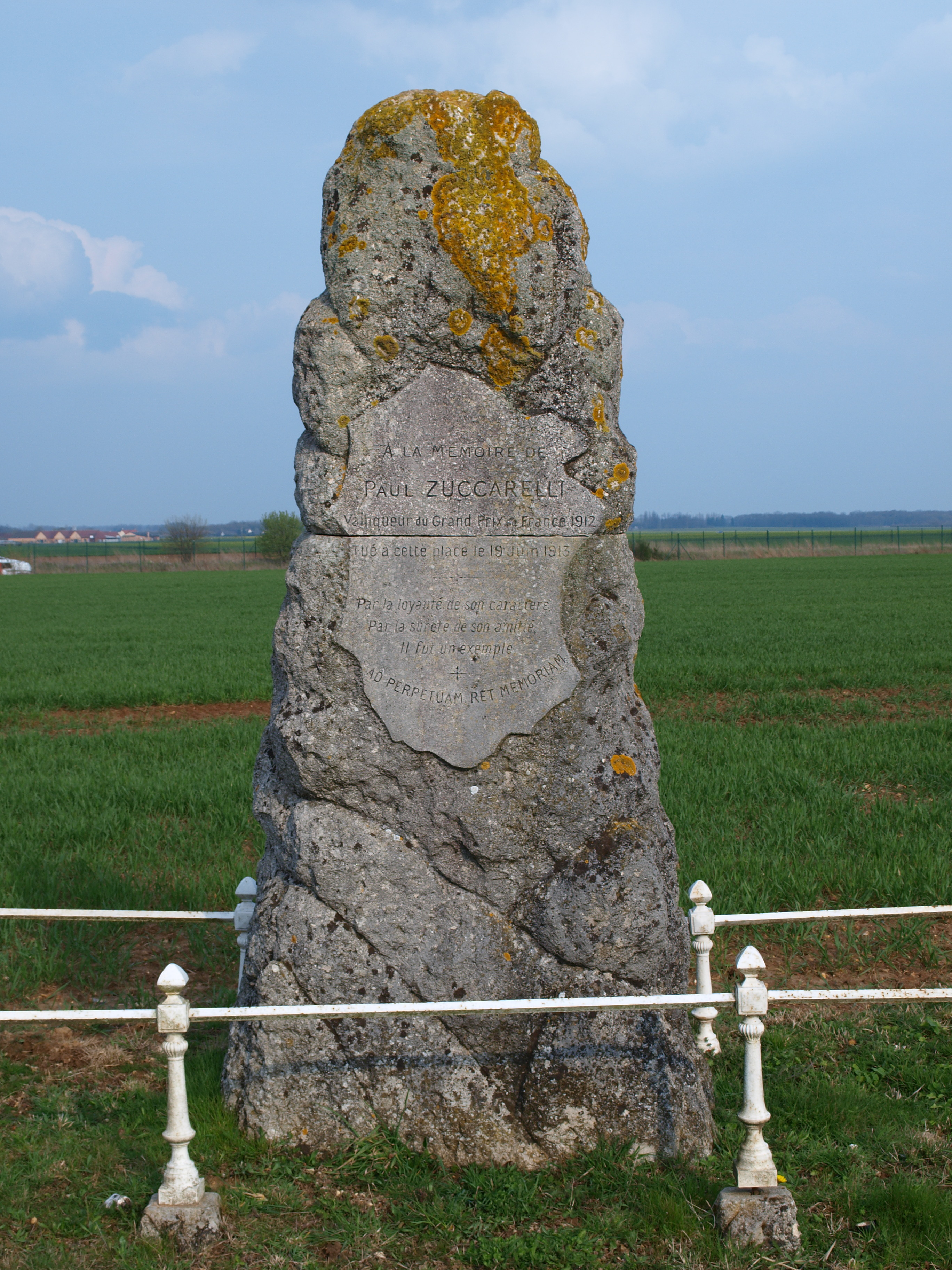

- Mémorial Paolo Zuccarelli.

## Personnalités liées à la commune
- Paolo Zuccarelli (1886 - 1913 à Marcilly-la-Campagne), pilote automobile.